# Gustav Willhaus
Gustav Willhaus (Forbach, 2 settembre 1910 – Waldems, 29 marzo 1945) è stato un militare tedesco, Obersturmführer delle Schutzstaffel e comandante del campo di concentramento di Leopoli.

## Biografia
Figlio di un capocameriere, iniziò a lavorare come apprendista fabbro appena finite le scuole elementari. Attivo tra le file delle Sturmabteilung dal 1924 al 1928, dopo un breve soggiorno in Francia, Willhaus entrò nella Gioventù hitleriana, che abbandonò nel 1930. Nell'estate del 1932 aderì al Partito Nazionalsocialista Tedesco dei Lavoratori, con numero di matricola 129,296 e nelle SS (matricola 40675). Durante uno scontro armato avvenuto in una strada, subì serie ferite, che lo costrinsero ad una lunga degenza in ospedale. Nel 1935 Willhaus divenne responsabile delle vendite del quotidiano nazista Westmark: mantenne questo ruolo per anni, nonostante avesse gravi problemi nella scrittura, venendo definito in molti rapporti come un «analfabeta».
Dal 1940 fu membro attivo delle Waffen-SS, mentre dal 1941 venne nominato Untersturmführer del SS-Hauptamt Verwaltung, venendo trasferito a Leopoli nel marzo 1942, essendo inizialmente responsabile in carica per lo stazionamento di ebrei impiegati nei lavori forzati in una fabbrica gestita dalle SS delle Deutsche Ausrüstungswerke. Dopo poco, nel luglio 1942, venne promosso al comando del campo di concentramento di Janowska nella stessa città da Friedrich Katzmann, ruolo che avrebbe mantenuto fino a giugno 1943, prima di cedere il posto a Friedrich Warzok dopo che alcune accuse di furto venne formulate contro di lui.
Dal 19 luglio 1943, a Willhaus venne assegnato il comando di una divisione di SS composta da volontari croati e in seguito venne assolto dalle accuse di furto nella metà di agosto 1944. A novembre dello stesso anno, venne promosso a SS-Obersturmführer. Nel marzo 1945, morì a causa di ferite subite durante un combattimento contro le truppe alleate.

## Campo di concentramento di Janowska
Come comandante del campo di concentramento di Leopoli, Willhaus venne ritenuto responsabile delle totalmente inadeguate condizioni della struttura. Sotto la sua supervisione, costrinse i lavoratori a selezioni casuali per l'assassinio degli estratti. Fece "eseguire degli esperimenti" perpetuati all'alba, durante le quali le guardie selezionavano casualmente fino a 150 prigionieri per la loro esecuzione. Willhaus venne descritto come uno "spudorato sadista" che - con sua moglie Liesel - avrebbe usualmente sparato ai prigionieri del campo dalla veranda della sua residenza ufficiale. Tra le altre accuse, mosse a lui dai sopravvissuti al campo, Willhaus fece morire gli internati malati per ipotermia sul piazzale principale degli appelli o facendoli annegare in barili di acqua. Dagli stessi sopravvissuti, venne descritto come una persona che:
Secondo la tradizione, fu sua e del suo vice comandante Richard Rokita l'idea della creazione di un'orchestra nel campo per accompagnare le esecuzioni, dalla quale sarebbe stato suonato il celebre Tango della morte.